# Danh sách thành phố Thụy Điển
Dưới đây là danh sách các thành phố của Thụy Điển. Trong ngoặc đơn là năm thành lập hoặc được công nhận là thành phố: 

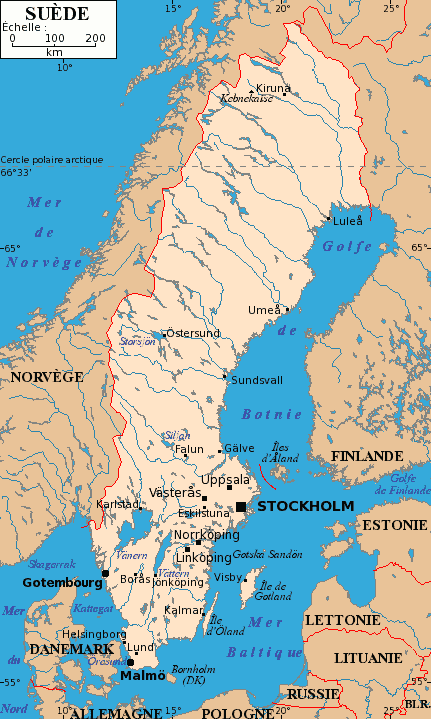
Bản đồ Thụy Điển

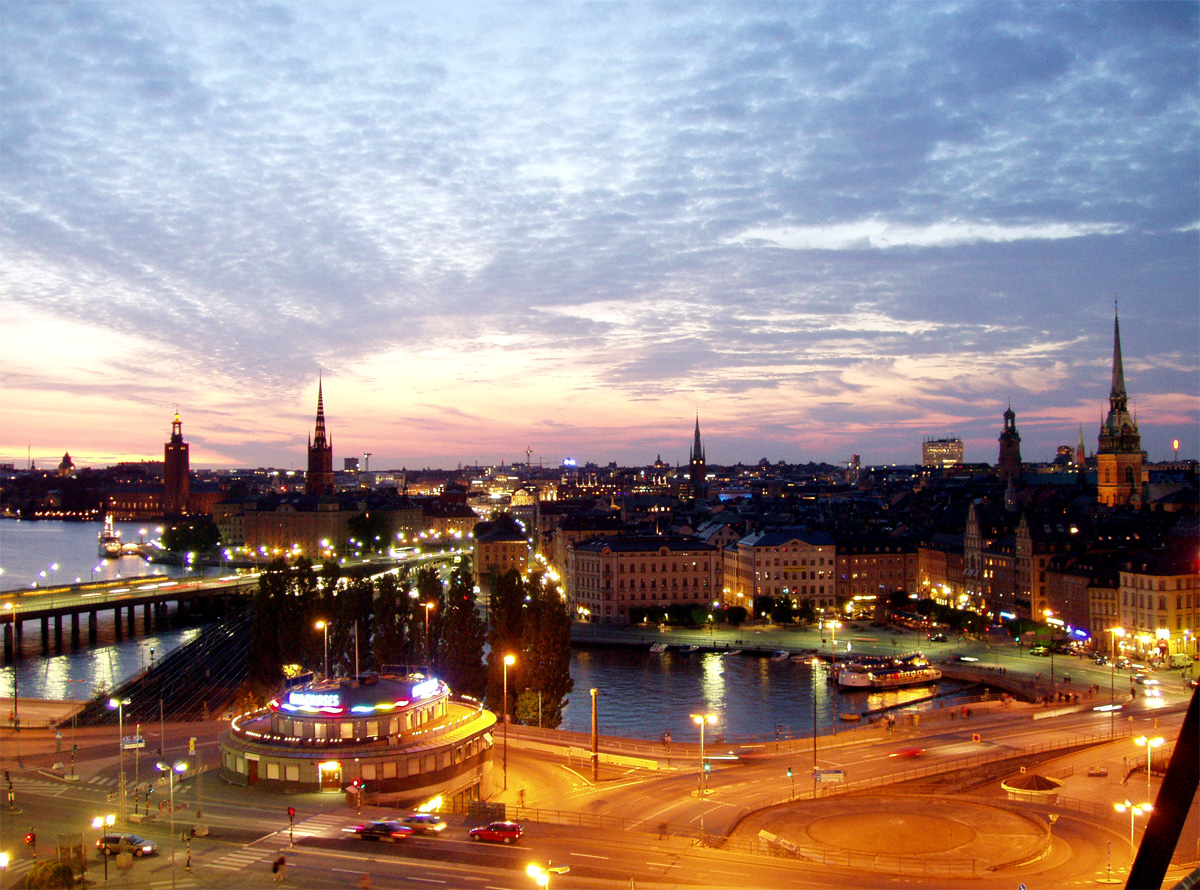
Stockholm

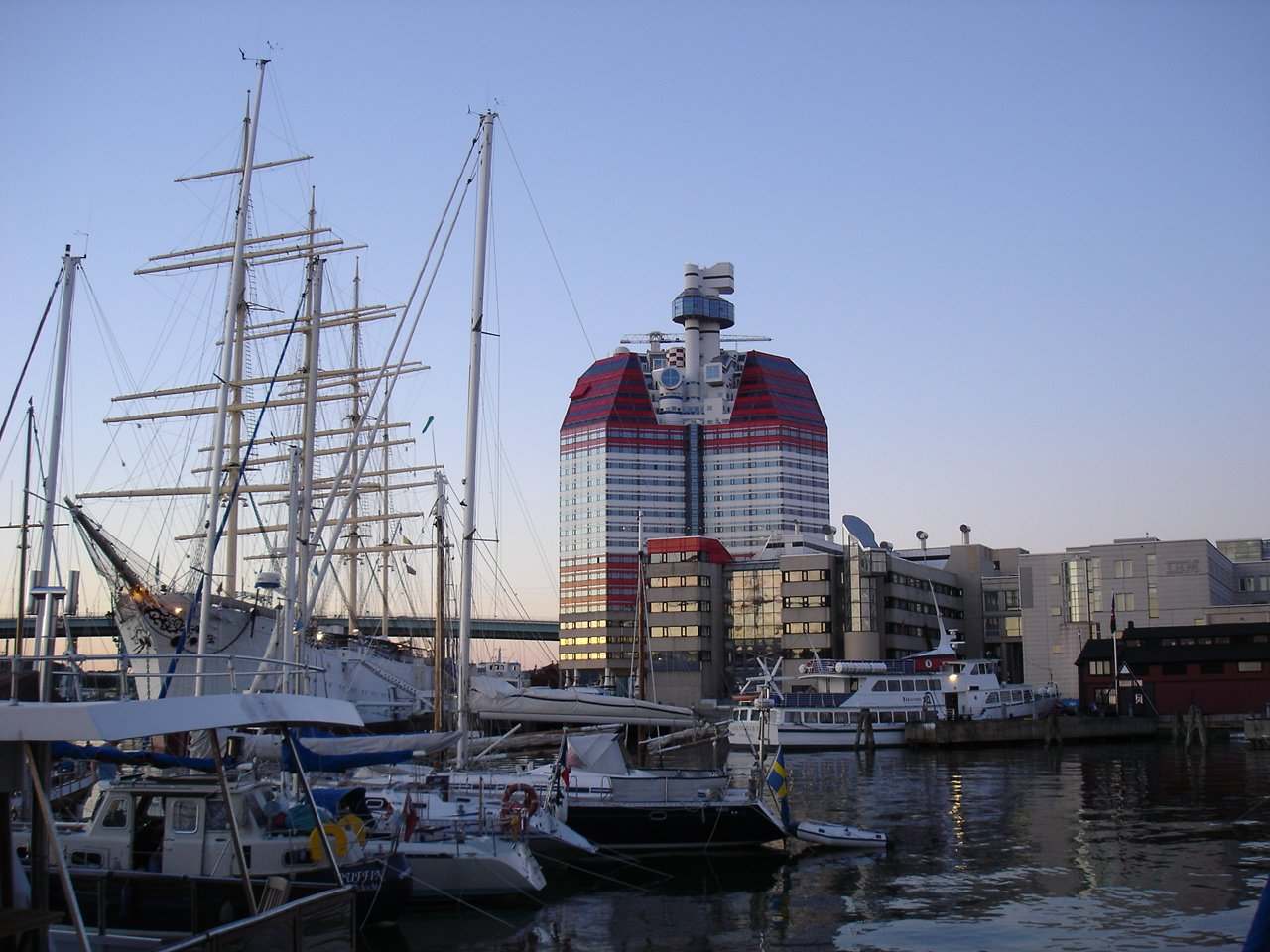
Göteborg

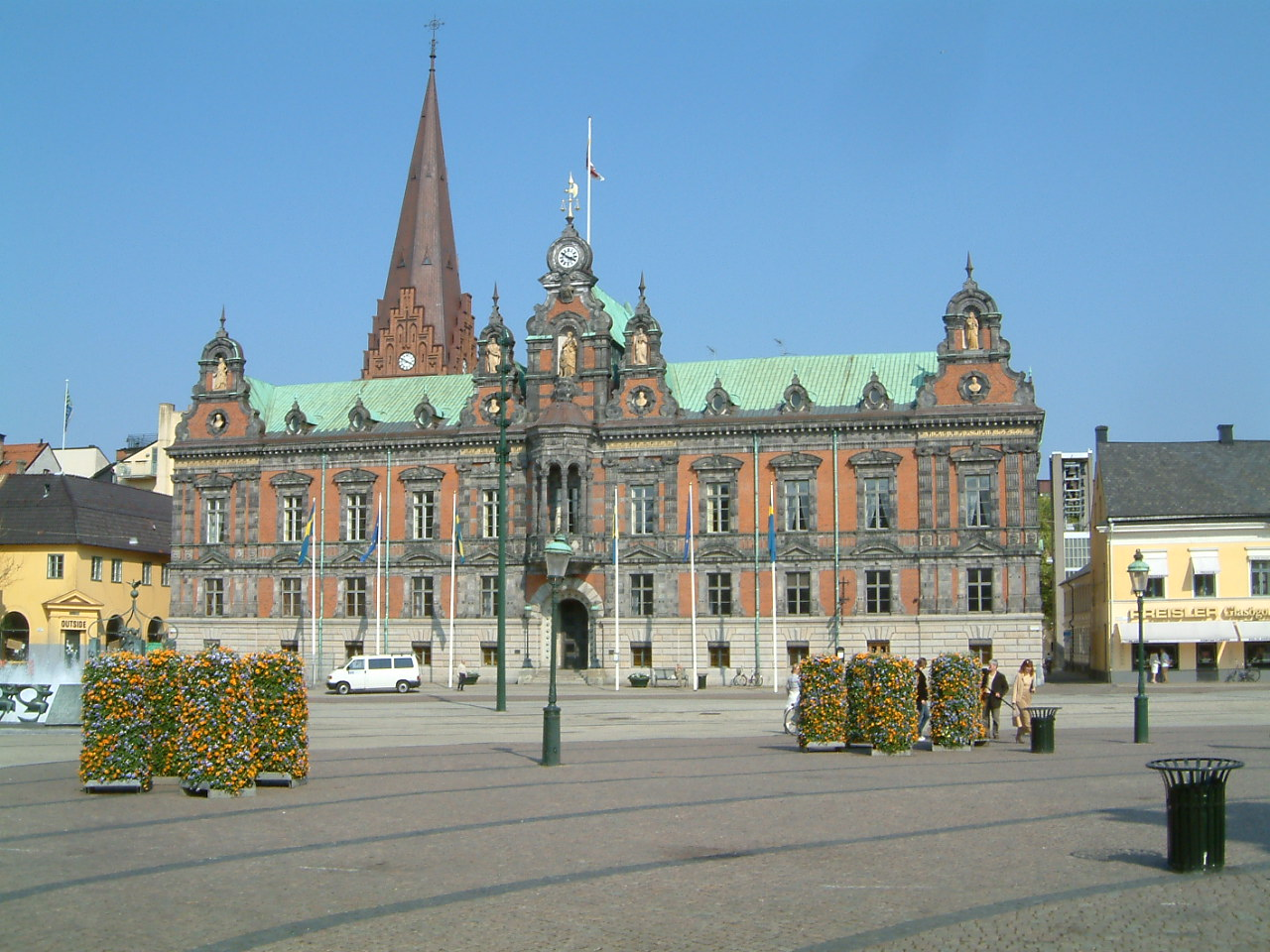
Malmö

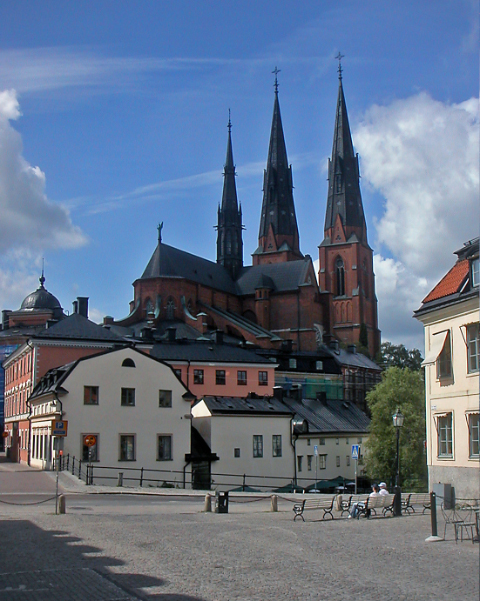
Uppsala

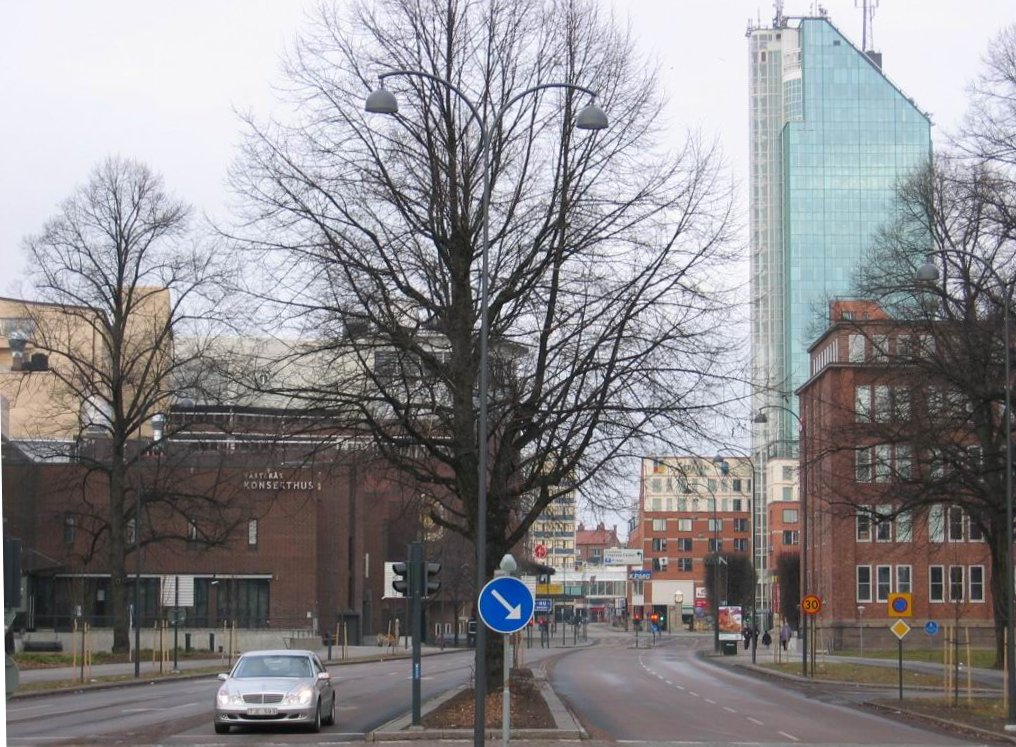
Västerås

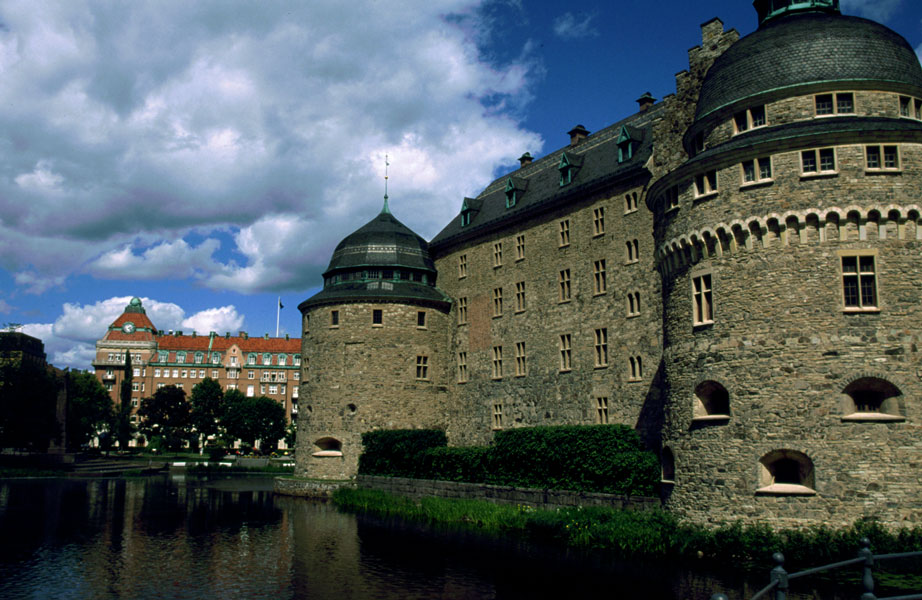
Örebro

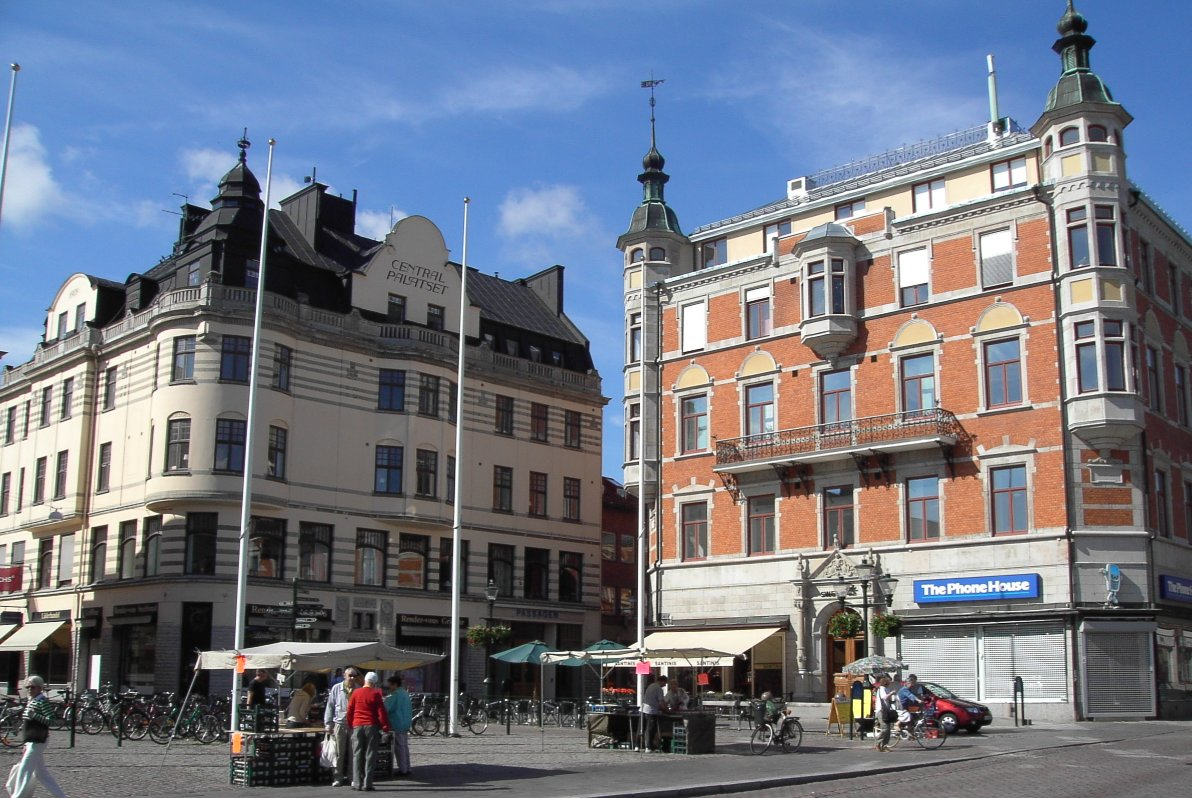
Linköping

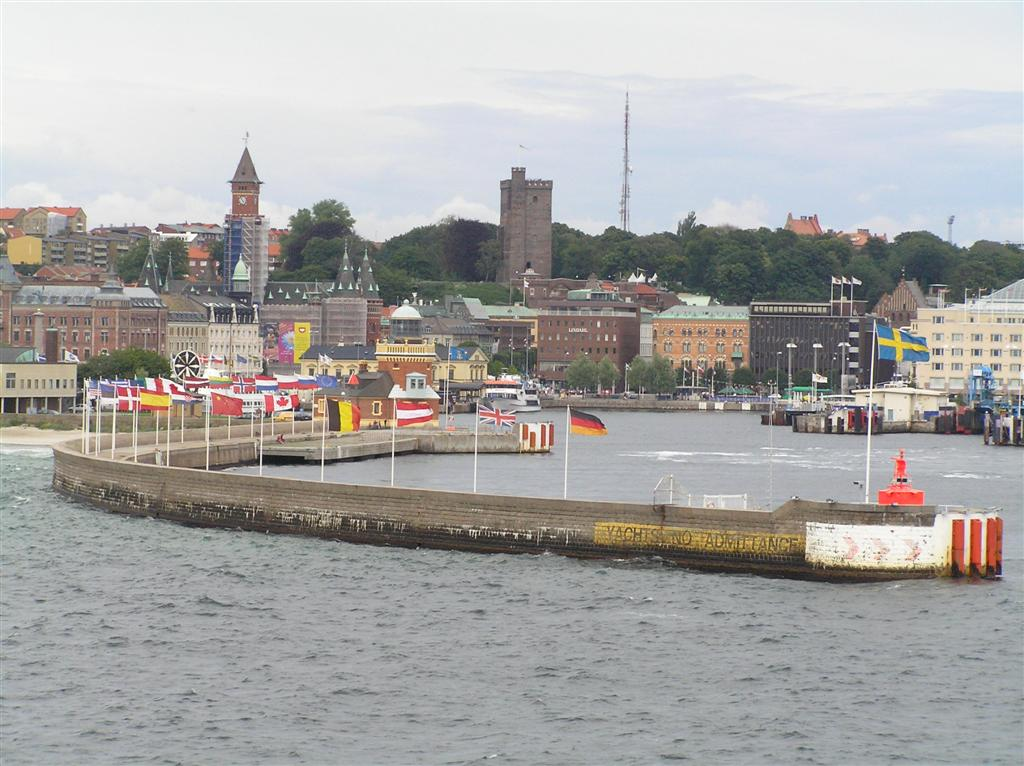
Helsingborg

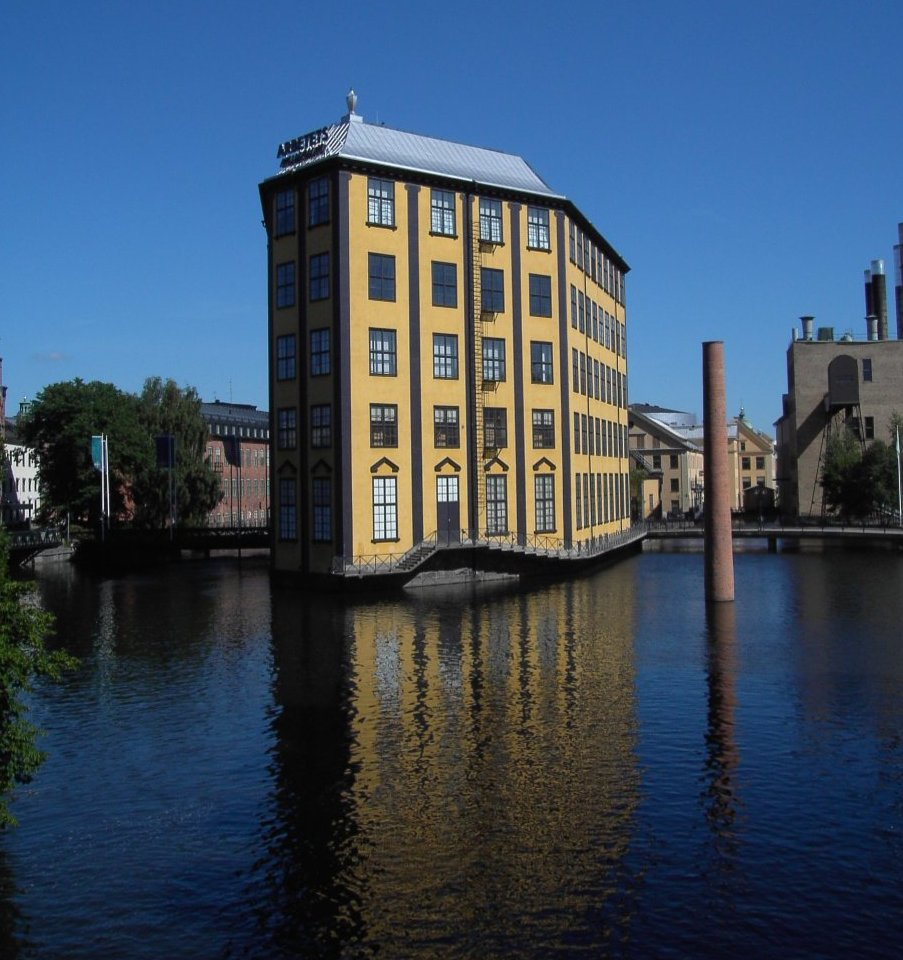
Norrköping

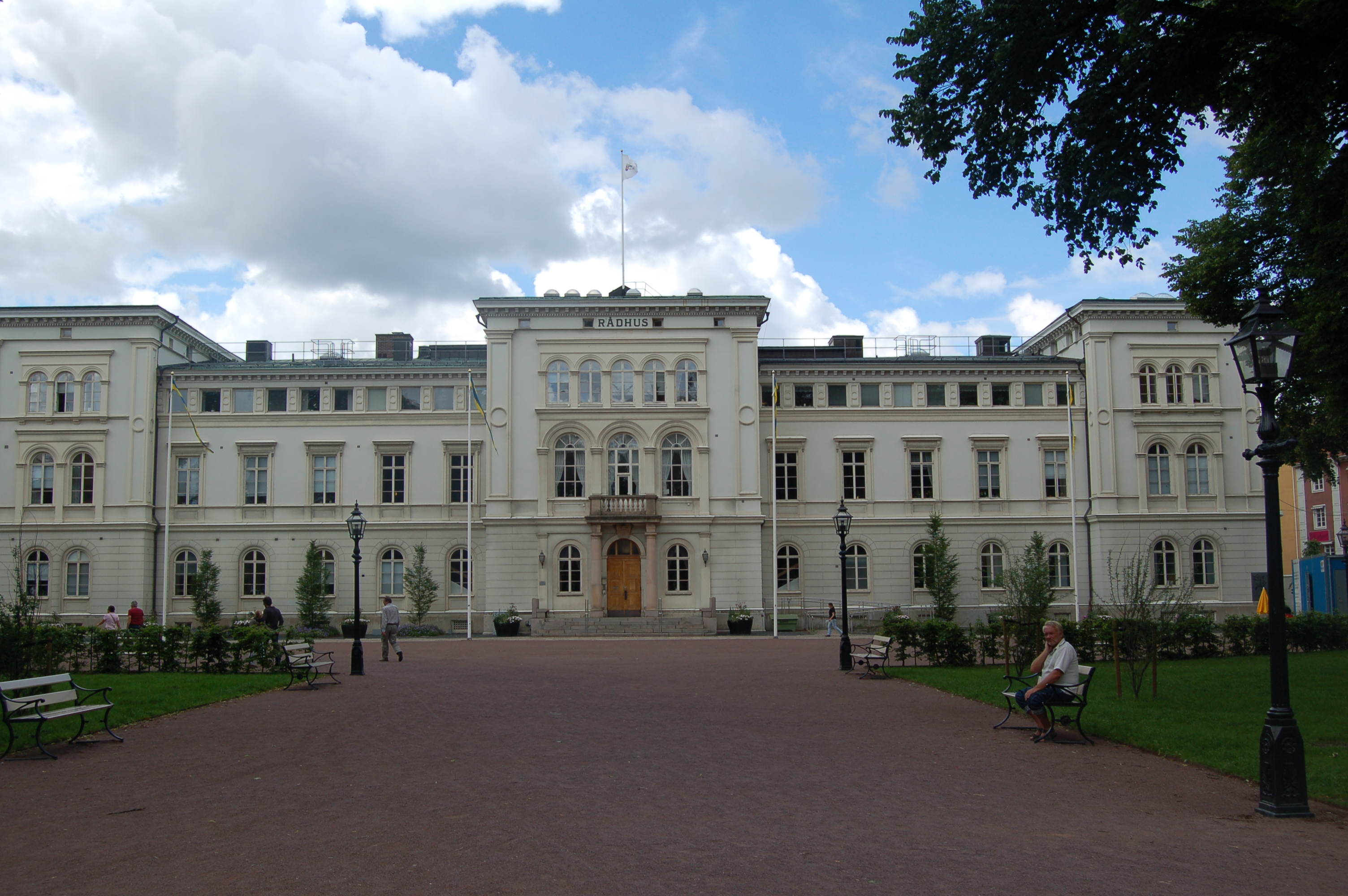
Jönköping

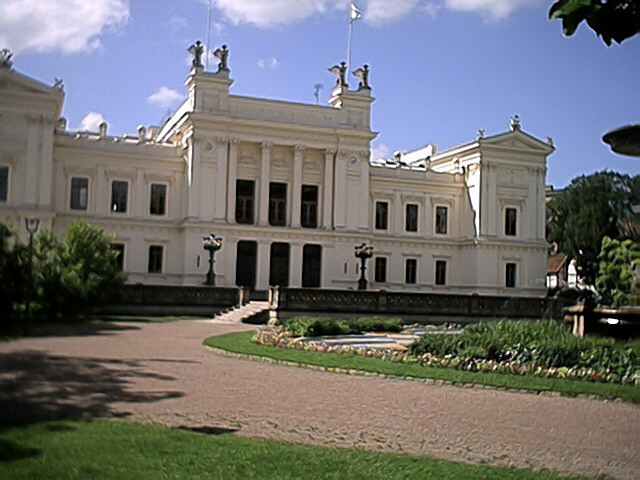
Đại học Lund

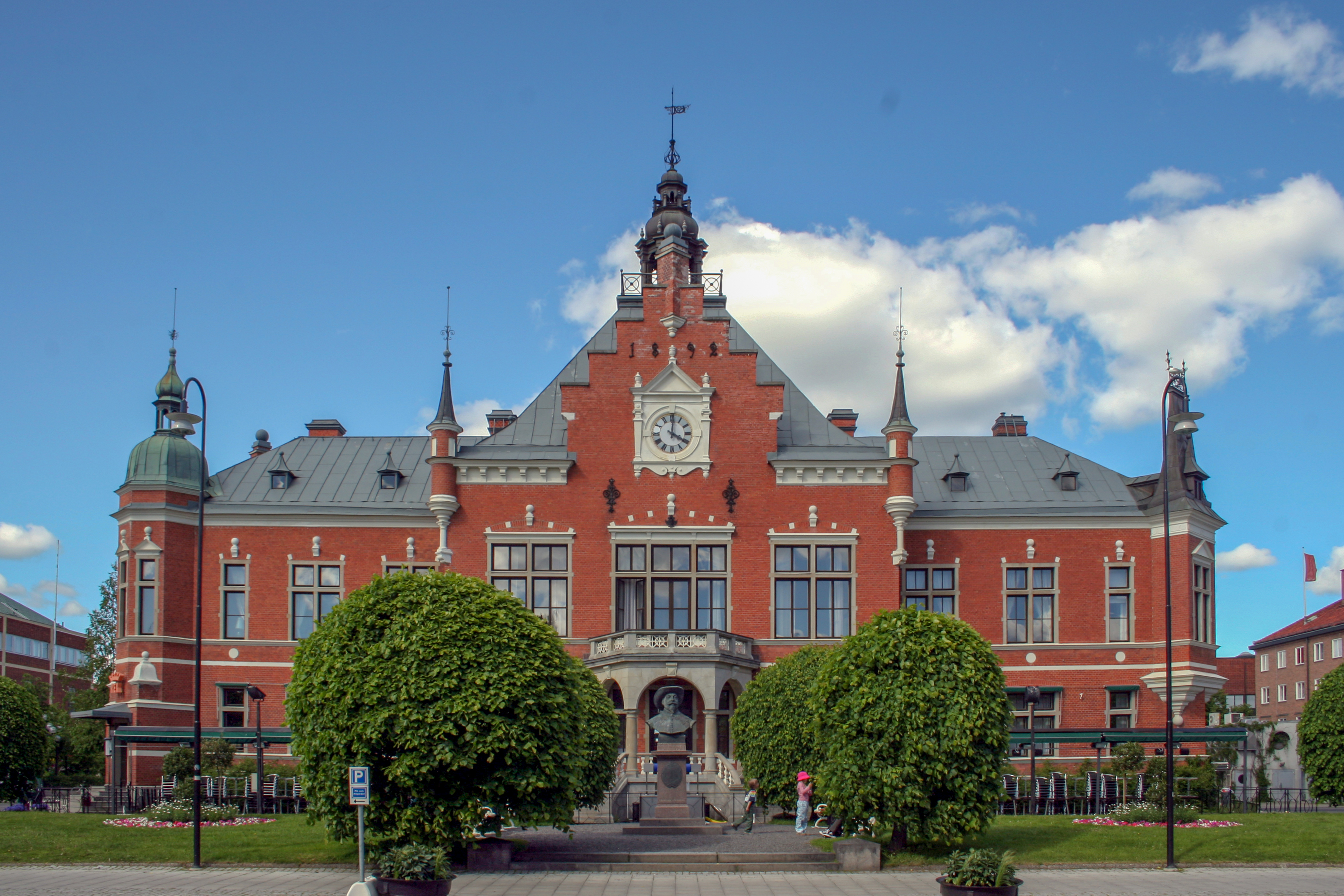
Umeå

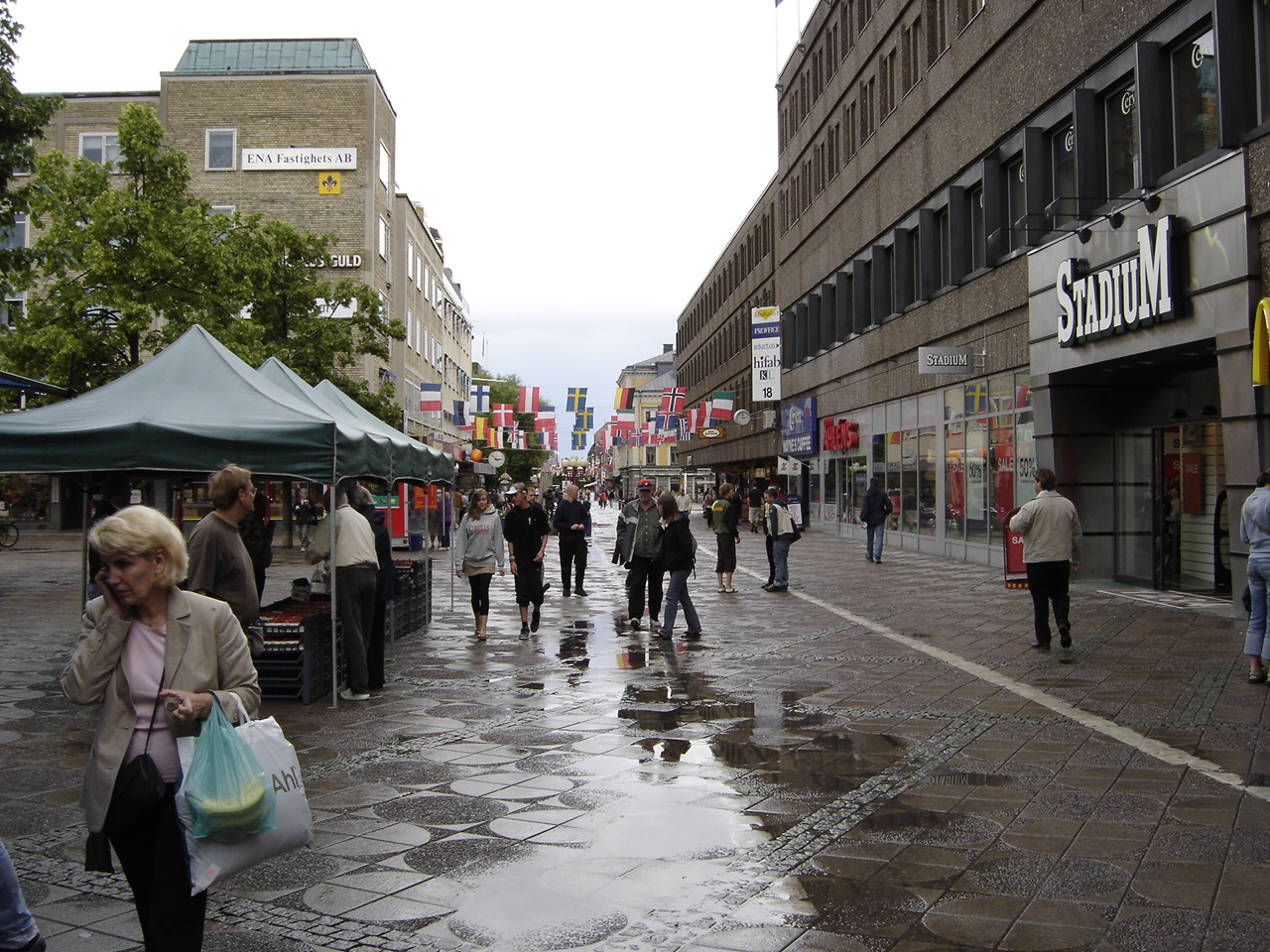
Trung tâm thành phố Gävle

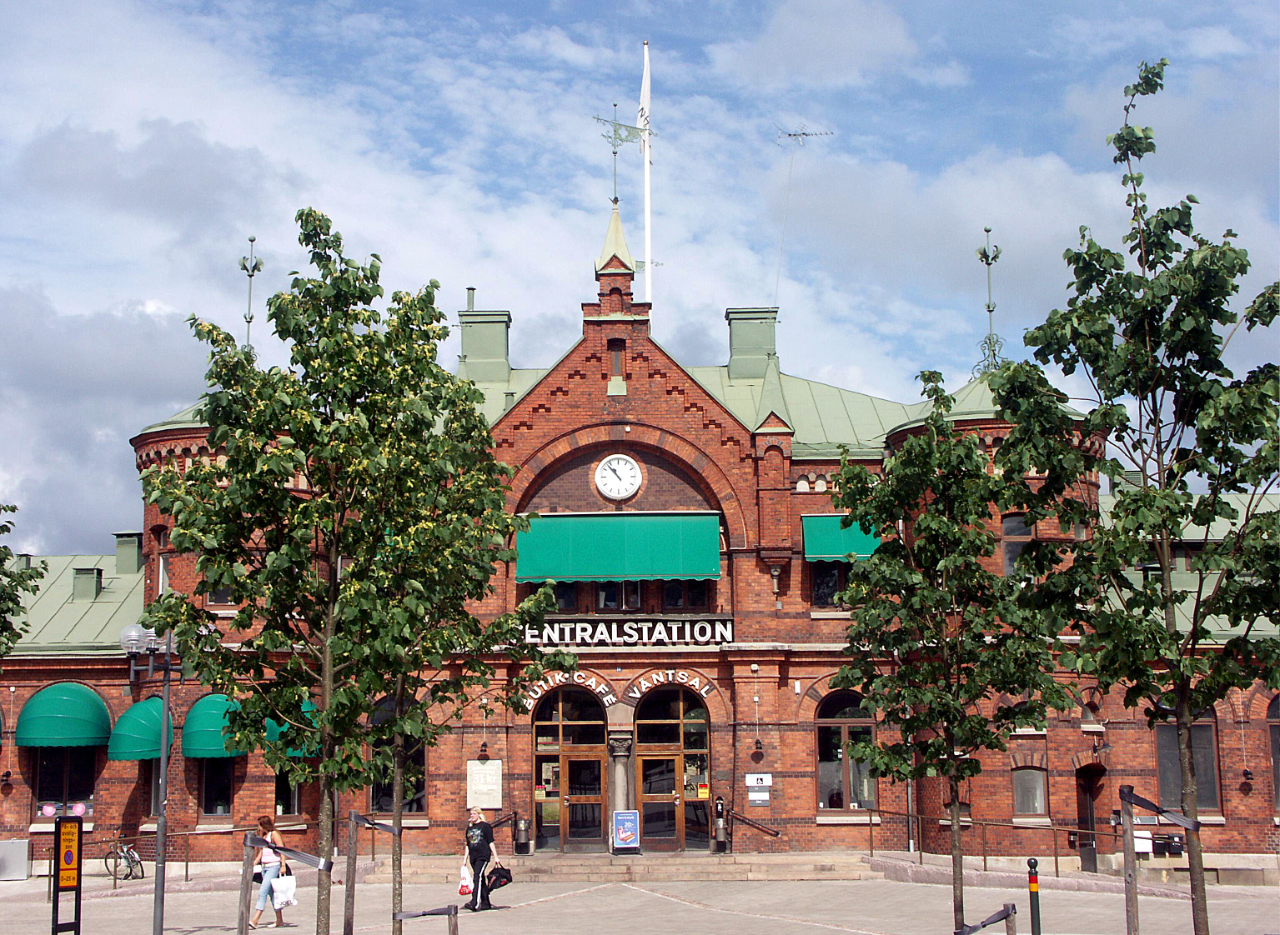
Borås

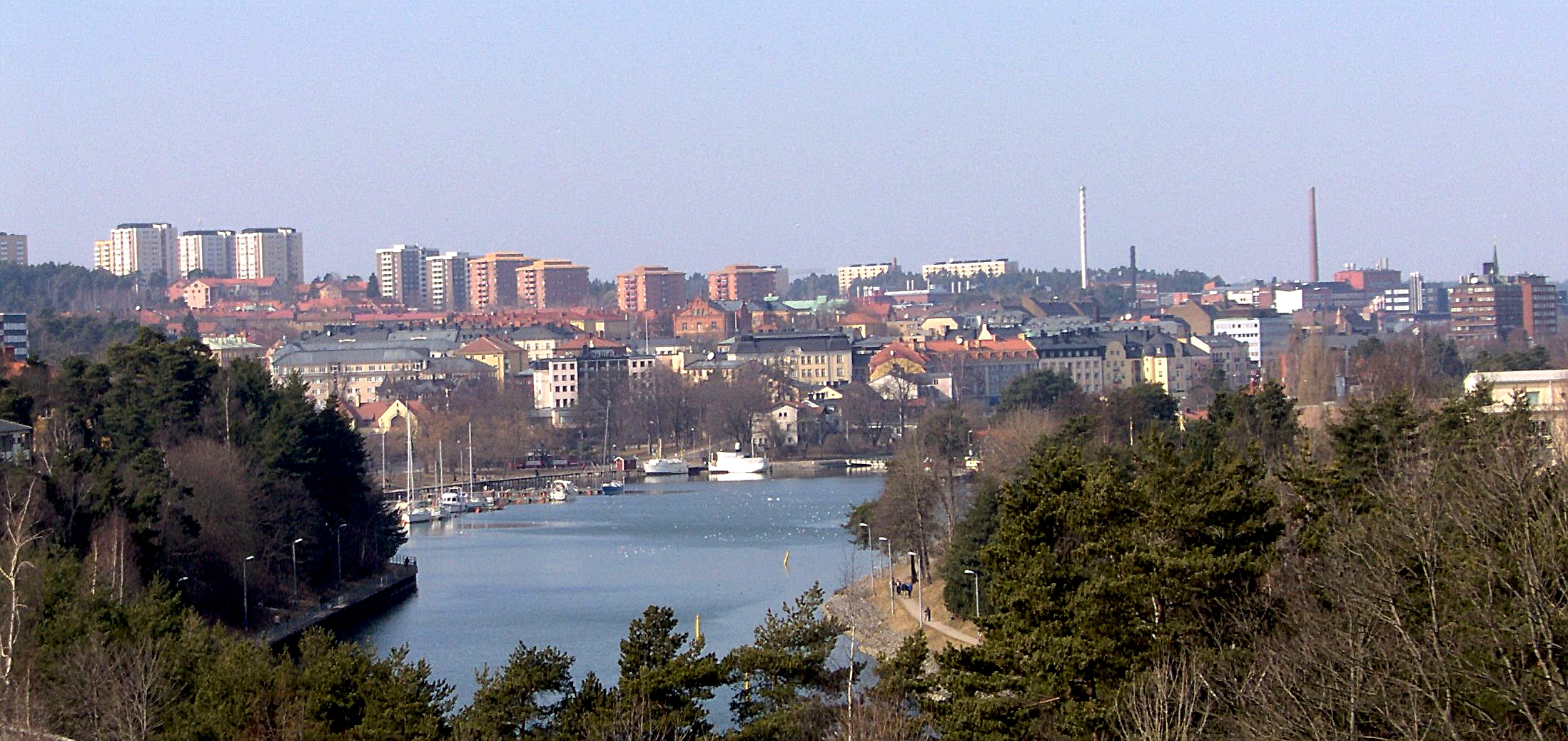
Södertälje

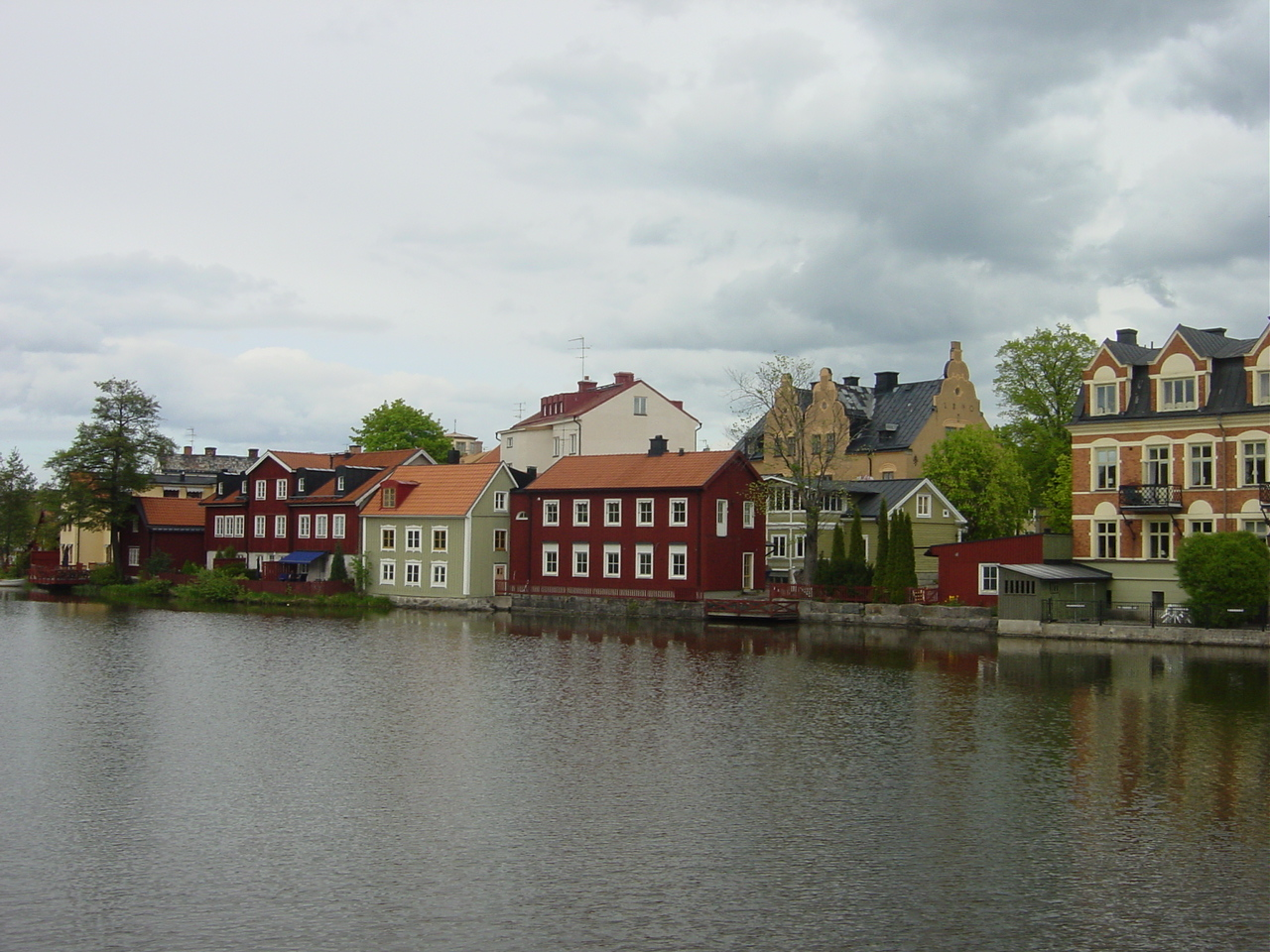
Eskilstuna

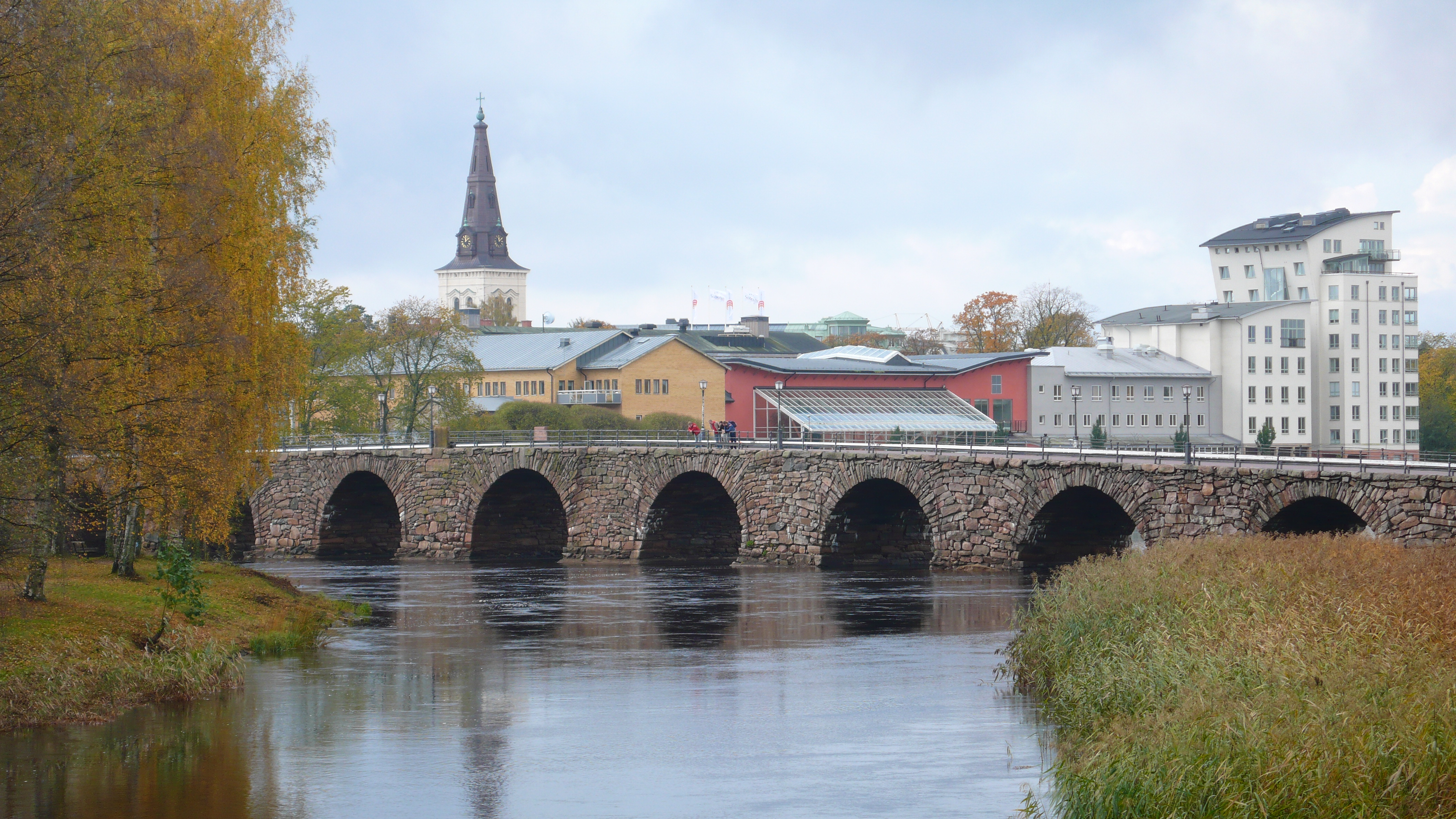
Karlstad

## Danh sách thành phố theo mẫu tự
- Alingsås (1619)
- Arboga (1200-tallet)
- Arvika (1911)
- Askersund (1643)
- Avaskär (1350)
- Avesta (1641-1686)
- Boden (1919)
- Bollnäs (1942)
- Borgholm (1816)
- Borlänge (1944)
- Borås (1622)
- Djursholm (1914)
- Eksjö (1400)
- Elleholm (1450-1600)
- Enköping (1300)
- Eskilstuna (1659)
- Eslöv (1911)
- Fagersta (1944)
- Falkenberg (1558)
- Falköping (1200)
- Falsterbo (1200)
- Falun (1641)
- Filipstad (1611-1694)
- Flen (1949)
- Gränna (1652)
- Gävle (før 1446)
- Göteborg (1619)
- Hagfors (1950)
- Halmstad (1200)
- Haparanda (1848)
- Hedemora (før 1446)
- Helsingborg (1085)
- Hjo (1400)
- Hudiksvall (1582)
- Huskvarna (1911)
- Härnösand (1585)
- Hässleholm (1914)
- Höganäs (1936)
- Jönköping (1284)
- Kalmar (1100)
- Karlshamn (1664)
- Karlskoga (1940)
- Karlskrona (1680)
- Karlstad (1584)
- Katrineholm (1917)
- Kiruna (1944)
- Kramfors (1947)
- Kristianopel (1600)
- Kristianstad (1622)
- Kristinehamn (1582-1584)
- Kumla (1942)
- Kungsbacka (1400)
- Kungälv (1100)
- Köping (1474)
- Laholm (1200)
- Landskrona (1413)
- Lidingö (1926)
- Lidköping (1446)
- Lindesberg (1643)
- Linköping (1287)
- Ljungby (1936)
- Ludvika (1919)
- Luleå (1621)
- Lund (990)
- Lycksele (1946)
- Lysekil (1903)
- Lödöse (thế kỷ 11)
- Malmö (1250)
- Mariefred (1605)
- Mariestad (1583)
- Marstrand (1200)
- Mjölby (1922)
- Motala (1881)
- Mölndal (1922)
- Nacka (1949)
- Nora (1643)
- Norrköping (1384)
- Norrtälje (1622)
- Nybro (1932)
- Nyköping (1187)
- Nynäshamn (1946)
- Nässjö (1914)
- Oskarshamn (1856)
- Oxelösund (1950)
- Piteå (1621)
- Ronneby (1387-1680)
- Sala (1624)
- Sandviken (1943)
- Sigtuna (990)
- Simrishamn (1300)
- Skanör (1200)
- Skara (988)
- Skellefteå (1845)
- Skänninge (1200)
- Skövde (1400)
- Sollefteå (1917)
- Solna (1943)
- Stockholm (1250)
- Strängnäs (1336)
- Strömstad (1672)
- Sundbyberg (1927)
- Sundsvall (1624)
- Säffle (1951)
- Säter (1642)
- Sävsjö (1947)
- Söderhamn (1620)
- Söderköping (1200)
- Södertälje (1000)
- Sölvesborg (1445)
- Tidaholm (1910)
- Torshälla (1317)
- Tranås (1919)
- Trelleborg (1200)
- Trollhättan (1916)
- Trosa (1300)
- Uddevalla (1498)
- Ulricehamn (1400)
- Umeå (1622)
- Uppsala (1286)
- Vadstena (1400)
- Varberg (1100)
- Vaxholm (1652)
- Vetlanda (1920)
- Vimmerby (1400-1532)
- Visby (1000)
- Vänersborg (1644)
- Värnamo (1920)
- Västervik (1200)
- Västerås (990)
- Växjö (1342)
- Ystad (1200)
- Åhus (1326-1617)
- Åmål (1643)
- Ängelholm (1516)
- Örebro (1200)
- Öregrund (1491-1521)
- Örnsköldsvik (1893)
- Östersund (1786)
- Östhammar (1368-1491)

## Thành phố theo năm thành lập (hoặc được công nhận)
- Skara (988)
- Lund (990)
- Sigtuna (990)
- Västerås (990)
- Lödöse (thế kỷ 11)
- Södertälje (1000)
- Visby (1000)
- Helsingborg (1085)
- Kalmar (1100)
- Kungälv (1100)
- Varberg (1100)
- Nyköping (1187)
- Arboga (thế kỷ 13)
- Falköping (1200)
- Falsterbo (1200)
- Halmstad (1200)
- Laholm (1200)
- Marstrand (1200)
- Skanör (1200)
- Skänninge (1200)
- Söderköping (1200)
- Trelleborg (1200)
- Västervik (1200)
- Ystad (1200)
- Örebro (1200)
- Malmö (1250)
- Stockholm (1250)
- Jönköping (1284)
- Uppsala (1286)
- Linköping (1287)
- Enköping (1300)
- Simrishamn (1300)
- Trosa (1300)
- Östhammar (1300)
- Torshälla (1317)
- Åhus (1326-1617)
- Strängnäs (1336)
- Växjö (1342)
- Avaskär (1350)
- Norrköping (1384)
- Ronneby (1387-1680)
- Eksjö (1400)
- Hjo (1400)
- Kungsbacka (1400)
- Skövde (1400)
- Ulricehamn (1400)
- Vadstena (1400)
- Vimmerby (1400-1532)
- Landskrona (1413)
- Sölvesborg (1445)
- Gävle (før 1446)
- Hedemora (før 1446)
- Lidköping (1446)
- Elleholm (1450)
- Köping (1474)
- Öregrund (1491)
- Uddevalla (1498)
- Ängelholm (1516)
- Falkenberg (1558)
- Hudiksvall (1582)
- Kristinehamn (1582-1584)
- Mariestad (1583)
- Karlstad (1584)
- Härnösand (1585)
- Kristianopel(1600)
- Mariefred (1605)
- Filipstad (1611)
- Alingsås (1619)
- Göteborg (1619)
- Söderhamn (1620)
- Luleå (1621)
- Piteå (1621)
- Borås (1622)
- Kristianstad (1622)
- Norrtälje (1622)
- Umeå (1622)
- Sala (1624)
- Sundsvall (1624)
- Avesta (1641-1686)
- Falun (1641)
- Säter (1642)
- Askersund (1643)
- Lindesberg (1643)
- Nora (1643)
- Åmål (1643)
- Vänersborg (1644)
- Gränna (1652)
- Vaxholm (1652)
- Eskilstuna (1659)
- Karlshamn (1664)
- Strömstad (1672)
- Karlskrona (1680)
- Östersund (1786)
- Borgholm (1816)
- Skellefteå (1845)
- Haparanda (1848)
- Oskarshamn (1856)
- Motala (1881)
- Örnsköldsvik (1893)
- Lysekil (1903)
- Tidaholm (1910)
- Arvika (1911)
- Eslöv (1911)
- Huskvarna (1911)
- Djursholm (1914)
- Hässleholm (1914)
- Nässjö (1914)
- Trollhättan (1916)
- Katrineholm (1917)
- Sollefteå (1917)
- Boden (1919)
- Ludvika (1919)
- Tranås (1919)
- Vetlanda (1920)
- Värnamo (1920)
- Mjölby (1922)
- Mölndal (1922)
- Lidingö (1926)
- Sundbyberg (1927)
- Nybro (1932)
- Höganäs (1936)
- Ljungby (1936)
- Karlskoga (1940)
- Bollnäs (1942)
- Kumla (1942)
- Sandviken (1943)
- Solna (1943)
- Borlänge (1944)
- Fagersta (1944)
- Kiruna (1944)
- Lycksele (1946)
- Nynäshamn (1946)
- Kramfors (1947)
- Sävsjö (1947)
- Flen (1949)
- Nacka (1949)
- Hagfors (1950)
- Oxelösund (1950)
- Säffle (1951)

## Thành phố từ bắc tới nam
- Kiruna 67° 51´ 17" N, 20° 13´ 22" E
- Haparanda 	65° 50´ N, 24° 08´ E
- Boden 65° 50´ N, 21° 43´ E
- Luleå 	65° 36´ N, 22° 09´ E
- Piteå 	 65° 19´ N, 21° 30´ E
- Skellefteå 64° 45´ N, 20° 59´ E
- Lycksele 	64° 35´ N, 18° 40´ E
- Umeå 	 63° 50′ N, 20° 15′ E
- Örnsköldsvik	63° 17´ N, 18° 44´ E
- Östersund 63° 11´ N, 14° 40´ E
- Sollefteå 	63° 10´ N, 17° 16´ E
- Kramfors 	62° 56´ N, 17° 47´ E
- Härnösand 	62° 38´ N, 17° 56´ E
- Sundsvall 	62° 24´ N, 17° 19´ E
- Hudiksvall 	61° 44´ N, 17° 08´ E
- Bollnäs 	61° 21´ N, 16° 24´ E
- Söderhamn 	61° 18´ N, 17° 05´ E
- Gävle 	60° 41´ N, 17° 10´ E
- Falun 	60° 36´ N, 15° 37´ E
- Sandviken 	60° 36´ N, 16° 46´ E
- Borlänge 	60° 29´ N, 15° 27´ E
- Säter 60° 21´ N, 15° 45´ E
- Hedemora 	60° 17´ N, 15° 59´ E
- Östhammar 60° 16´ N, 18° 22´ E
- Avesta 	60° 09´ N, 16° 12´ E
- Ludvika 	60° 08´ N, 15° 11´ E
- Hagfors 60° 02´ N, 13° 42´ E
- Fagersta 	60° 00´ N, 15° 49´ E
- Sala 	 59° 55´ N, 16° 36´ E
- Köping 59° 52´ N, 15° 99´ E
- Uppsala 	59° 50´ N, 17° 40´ E
- Norrtälje 	59° 46´ N, 18° 42´ E
- Filipstad 	59° 43´ N, 14° 10´ E
- Arvika 	59° 39´ N, 12° 37´ E
- Enköping 59° 38´ N, 17° 06´ E
- Västerås 	59° 37´ N, 16° 32´ E
- Sigtuna 	59° 37´ N, 17° 43´ E
- Lindesberg 	59° 35´ N, 15° 15´ E
- Nora 	59° 31´ N, 15° 02´ E
- Torshälla 	59° 25´ N, 16° 28´ E
- Vaxholm 	59° 24´ 15" N, 18° 19´ 53" E
- Arboga 	59° 23´ N, 15° 52´ E
- Karlstad 	59° 23´ N, 13° 32´ E
- Strängnäs 	59° 23' N, 17° 02' E
- Eskilstuna 	59° 22´ N, 16° 31´ E
- Karlskoga 59° 19´ N, 14° 33´ E
- Kristinehamn	59° 18´ N, 14° 07´ E
- Örebro 	59° 16´ N, 15° 13´ E
- Södertälje 	59° 11´ N, 17° 38´ E
- Säffle 	59° 08´ N, 12° 56´ E
- Kumla 	 59° 07´ N, 15° 08´ E
- Flen 59° 3´ N, 16° 35´ E
- Åmål 	59° 03´ N, 12° 42´ E
- Katrineholm 	59° 00´ N, 16° 12´ E
- Strömstad 	58° 56´ N, 11° 10´ E
- Askersund 	58° 53´ N, 14° 54´ E
- Nynäshamn 	58° 53´ N, 17° 57´ E
- Nyköping 	58° 45´ N, 17° 01´ E
- Mariestad 	58° 42´ N, 13° 49´ E
- Oxelösund 	58° 40´ N, 17° 07´ E
- Norrköping 	58° 36´ N, 16° 12´ E
- Motala 	58° 32´ N, 15° 03´ E
- Lidköping 	58° 30´ N, 13° 11´ E
- Söderköping 	58° 29´ N, 16° 18´ E
- Vadstena 	58° 27´ N, 14° 54´ E
- Linköping 	58° 24´ N, 15° 37´ E
- Skara 	58° 23´ N, 13° 26´ E
- Skövde 	58° 23´ N, 13° 51´ E
- Vänersborg 	58° 23´ N, 12° 19´ E
- Uddevalla 	58° 21´ N, 11° 55´ E
- Mjölby 	58° 19´ N, 15° 08´ E
- Hjo 	58° 18´ N, 14° 17´ E
- Trollhättan 	58° 17´ N, 12° 17´ E
- Lysekil 	58° 16´ N, 11° 26´ E
- Tidaholm 	58° 11´ N, 13° 57´ E
- Falköping 	58° 10´ N, 13° 34´ E
- Gränna 58° 02´ N, 14° 27´ E
- Tranås 	58° 02´ N, 14° 58´ E
- Alingsås 	57° 55´ N, 12° 31´ E
- Kungälv 57° 52´ N, 11° 59´ E
- Västervik 	57° 46´ N, 16° 39´ E
- Borås 	57° 43´ N, 12° 56´ E
- Göteborg 	57° 42´ N, 11° 55´ E
- Eksjö 	57° 40´ N, 14° 58´ E
- Nässjö 	57° 39´ N, 14° 42´ E
- Visby 	57° 38´ N, 18° 17´ E
- Vetlanda 	57° 25´ N, 15° 06´ E
- Oskarshamn 	57° 16´ N, 16° 27´ E
- Värnamo 	57° 12´ N, 14° 02´ E
- Varberg 	57° 07´ N, 12° 13´ E
- Borgholm 	56° 53´ N, 16° 39´ E
- Falkenberg 	56° 53´ N, 12° 30´ E
- Växjö 	56° 52´ N, 14° 48´ E
- Ljungby 	56° 49´ N, 13° 55´ E
- Nybro 56° 44´ N, 15° 53´ E
- Halmstad 	56° 40´ N, 12° 51´ E
- Kalmar 	56° 40´ N, 16° 22´ E
- Laholm 	56° 31´ N, 13° 02´ E
- Ängelholm 56° 15´ N, 12° 51´ E
- Ronneby 	56° 12´ N, 15° 17´ E
- Höganäs 	56° 12´ N, 12° 34´ E
- Karlskrona 	56° 11´ N, 15° 39´ E
- Hässleholm	56° 10´ N, 13° 46´ E
- Karlshamn 	56° 10´ N, 14° 51´ E
- Helsingborg 	56° 03´ N, 12° 43´ E
- Kristianstad	56° 02´ N, 14° 11´ E
- Sölvesborg 	56° 02´ N, 14° 37´ E
- Åhus 	55° 55' N, 14° 17' E
- Landskrona 55° 52´ N, 12° 50´ E
- Eslöv 	55° 50´ N, 13° 18´ E
- Lund 55° 42´ N, 13° 12´ E
- Malmö 	55° 35´ N, 13° 02´ E
- Simrishamn 	55° 33´ N, 14° 20´ E
- Ystad 55° 25´ N, 13° 50´ E
- Trelleborg 55° 22´ N, 13° 10´ E
- Öregrund Không rõ
- Avaskär Không rõ
- Djursholm Không rõ
- Elleholm Không rõ
- Falsterbo Không rõ
- Huskvarna Không rõ
- Jönköping Không rõ
- Kristianopel Không rõ
- Lidingö Không rõ
- Lödöse Không rõ
- Mariefred Không rõ
- Marstrand Không rõ
- Mölndal Không rõ
- Nacka Không rõ
- Skanör Không rõ
- Skänninge Không rõ
- Solna Không rõ
- Stockholm Không rõ
- Sundbyberg Không rõ
- Sävsjö Không rõ
- Trosa Không rõ
- Ulricehamn Không rõ
- Vimmerby Không rõ